# Akratitos
Akratitos este o echipă de fotbal din Ano Liosia, Grecia. Aceasta joacă în Divizia Alpha a campionatelor locale din Attica de Vest.